# Bobby Gurney
Bobby Gurney (13 de octubre de 1907 - †21 de abril de 1994) fue probablemente el mejor delantero de su época y un fino embajador del fútbol.
Nacido en Silksworth, Sunderland (Inglaterra), jugó 388 partidos de Liga para el Sunderland A.F.C., marcando 228 goles. Ganó el Cameponato de Primera División de 1936, pero su mejor momento fue probablemente marcando en el 3-1 de la final de la FA Cup cuando su equipo le ganó al Preston North End en el estadio de Wembley en 1937. Jugando para Sunderland hizo 10 hat-tricks y en 2 oportunidades marcó 4 goles en un solo partido.
Increíblemente solamente jugó un partido para Inglaterra contra Escocia en Hampden Park ante 129,693 aficionados.

## Entrenador
Cuando se retiró como jugador en 1950 se convirtió como entrenador del Peterborough United. Luego fue entrenador del Darlington y finalmente del Hartlepool United.